# Zgorzel powierzchniowa kory drzew ziarnkowych
Zgorzel powierzchniowa kory drzew ziarnkowych (ang. bark canker of apple, surface canker of apple), rak powierzchniowy kory drzew ziarnkowych – choroba drzew ziarnkowych wywołana przez Pezicula corticola.

## Objawy
Choroba występuje głównie na jabłoniach, rzadko na gruszach i znana jest we wszystkich rejonach uprawy jabłoni na świecie. Jej objawem są nekrotyczne plamy na korze. Grzybnia Pezicula corticola rozwija się tylko w górnych warstwach kory. W miejscu jej rozwoju kora zapada się i na obumarłej korze powstają acerwulusy wytwarzające zarodniki konidialne grzyba. Gdy nekrozy obejmą cały obwód konara, wówczas zamiera on powyżej tego miejsca. Rzadko dochodzi do zamierania całych drzew.
Na jabłoni występuje jeszcze inna choroba – zgorzel kory jabłoni. Różni się ona jednak znacznie od zgorzeli powierzchniowej; obejmuje całą korę i ma cięższy przebieg. Ponadto zgorzel powierzchniowa nigdy nie powoduje zgnilizn owoców.

## Epidemiologia
Pezizula corticola jest saprotrofem żyjącym na martwej korze, nekrotrofem i pasożytem okolicznościowym. Jej grzybnia zimuje na porażonych pędach. Wiosną wytwarza acerwulusy wytwarzające konidia, które dokonują infekcji pierwotnych. Ich kiełkujące strzępki rostkowe mogą wniknąć do kory poprzez rany spowodowane przez owady, cięcie drzew lub gradobicie, a także po zbiorze owoców.
Zapobieganie rozprzestrzenianiu się choroby polega na wycinaniu porażonych gałęzi i usuwaniu z sadu obumarłych drzew. Porażone miejsca na grubszych konarach i pniach wycina się aż do zdrowej tkanki i smaruje maścią sadowniczą lub farbą emulsyjną z 2% dodatkiem fungicydu o działaniu układowym. Po cięciu drzew, gradobiciu lub defoliacji ( w szkółce) należy profilaktycznie opryskiwać drzewa fungicydami zawierającymi benzymidazol, triazol lub pochodne guanidyny.